# Liga de Campeones Femenina de la UEFA 2018-19
La Liga de Campeones Femenina de la UEFA 2018-19 fue la 18.ª edición del campeonato de clubes femeninos más importante de Europa. El torneo empezó el 7 de agosto de 2018 con la fase de clasificación y terminó el 18 de mayo de 2019 con la final en el Groupama Arena en Budapest (Hungría), dos semanas antes de la final del torneo masculino.

## Distribución de equipos por asociación
Un total de 68 equipos de 55 asociaciones miembros de la UEFA son elegibles para participar en la edición 2018-19 de la Liga de Campeones Femenina de la UEFA. El ranking basado en los coeficientes UEFA es usado para determinar el número de equipos participantes por cada asociación:
- Las asociaciones del número 1 al 12 en el ranking tienen dos equipos clasificados.
- Todas las demás introducen a un equipo si tienen alguno clasificado.
- El ganador de la Liga de Campeones Femenina de la UEFA 2017-18 tiene una plaza asegurada para la Liga de Campeones Femenina de la UEFA 2018-19 en caso de que no se clasificase a través de su liga. Como el anterior campeón, el Olympique de Lyon, se clasificó a través de su liga la plaza adicional no fue necesaria.

### Clasificación de las asociaciones
Para la edición 2018-19, las asociaciones son posicionadas de acuerdo a su coeficiente de la Liga de Campeones Femenina de la UEFA 2017, que tiene en cuenta su rendimiento en competiciones europeas desde la temporada 2012-13 hasta la temporada 2016-17.
Por primera vez Suiza tiene dos plazas, reemplazando a Escocia en el top 12 de las asociaciones.
| Pos. | Asociación      | Coef.  | Plazas |
| ---- | --------------- | ------ | ------ |
| 1    | Alemania        | 86.000 | 2      |
| 2    | Francia         | 80.000 | 2      |
| 3    | Suecia          | 61.500 | 2      |
| 4    | Inglaterra      | 53.000 | 2      |
| 5    | España          | 44.000 | 2      |
| 6    | Dinamarca       | 38.500 | 2      |
| 7    | Italia          | 37.000 | 2      |
| 8    | Rusia           | 35.500 | 2      |
| 9    | Suiza           | 33.000 | 2      |
| 10   | República Checa | 33.000 | 2      |
| 11   | Austria         | 28.000 | 2      |
| 12   | Noruega         | 27.500 | 2      |
| 13   | Escocia         | 26.000 | 1      |
| 14   | Países Bajos    | 25.000 | 1      |
| 15   | Kazajistán      | 21.000 | 1      |
| 16   | Polonia         | 20.000 | 1      |
| 17   | Chipre          | 18.000 | 1      |
| 18   | Islandia        | 17.000 | 1      |
| 19   | Serbia          | 15.500 | 1      |

| Pos. | Asociación           | Coef.  | Plazas |
| ---- | -------------------- | ------ | ------ |
| 20   | Rumania              | 15.000 | 1      |
| 21   | Hungría              | 14.000 | 1      |
| 22   | Bélgica              | 13.500 | 1      |
| 23   | Bosnia y Herzegovina | 13.000 | 1      |
| 24   | Lituania             | 12.000 | 1      |
| 25   | Turquía              | 12.000 | 1      |
| 26   | Eslovenia            | 11.000 | 1      |
| 27   | Finlandia            | 11.000 | 1      |
| 28   | Portugal             | 10.500 | 1      |
| 29   | Bielorrusia          | 10.000 | 1      |
| 30   | Ucrania              | 9.500  | 1      |
| 31   | Grecia               | 8.500  | 1      |
| 32   | Irlanda              | 8.500  | 1      |
| 33   | Croacia              | 7.500  | 1      |
| 34   | Israel               | 7.000  | 1      |
| 35   | Estonia              | 5.500  | 1      |
| 36   | Bulgaria             | 5.000  | 1      |
| 37   | Eslovaquia           | 4.500  | 1      |

| Pos. | Asociación        | Coef. | Plazas |
| ---- | ----------------- | ----- | ------ |
| 38   | Islas Feroe       | 3.000 | 1      |
| 39   | Irlanda del Norte | 3.000 | 1      |
| 40   | Gales             | 2.000 | 1      |
| 41   | Montenegro        | 1.500 | 1      |
| 42   | Albania           | 1.500 | 1      |
| 43   | Kosovo            | 1.000 | 1      |
| 44   | Letonia           | 1.000 | 1      |
| 45   | Macedonia         | 1.000 | 1      |
| 46   | Moldavia          | 0.500 | 1      |
| 47   | Malta             | 0.500 | 1      |
| 48   | Luxemburgo        | 0.000 | NE     |
| SC   | Andorra           | —     | NE     |
| SC   | Armenia           | —     | NE     |
| SC   | Azerbaiyán        | —     | NE     |
| SC   | Georgia           | —     | 1      |
| SC   | Gibraltar         | —     | NE     |
| SC   | Liechtenstein     | —     | NE     |
| SC   | San Marino        | —     | NE     |

Notas
- CV – Plaza extra al tener el campeón vigente
- SC – Sin clasificación  (la asociación no entró en las cinco temporadas usadas para calcular los coeficientes)
- NE – No entran

### Equipos clasificados
Un total de 60 equips de 48 asociaciones entran en la competición, siendo confirmado por la UEFA el 8 de junio de 2018. Cada asociación debe tener una liga doméstica (o copa doméstica) para poder acceder con algún equipo. Los equips que acceden:
- 20 equipos entran directamente en los dieciseisavos de final: los campeones y subcampeones de las asociaciones 1–8 (incluyendo el campeón vigente) y los campeones de las asociaciones 9–12.

- 40 equipos entran a la fase de clasificación: los subcampeones de las asociaciones 9–12 y los campeones de las 36 asociaciones con una clasificación inferior a 13.

Leyenda
- CV: Campeón vigente de la Liga de Campeones Femenina de la UEFA
- CL: Campeones de liga doméstica
- SL: Subcampeones de liga doméstica

| Ronda de entrada       | Equipos                    | Equipos                     | Equipos                | Equipos                   |
| ---------------------- | -------------------------- | --------------------------- | ---------------------- | ------------------------- |
| Dieciseisavos de final | VfL Wolfsburgo (CL)        | Bayern Múnich (SL)          | LyonCV (CL)            | Paris Saint-Germain (SL)  |
| Dieciseisavos de final | Linköping (CL)             | Rosengård (SL)              | Chelsea (CL)           | Manchester City (SL)      |
| Dieciseisavos de final | Atlético Madrid (CL)       | Barcelona (SL)              | Fortuna Hjørring (CL)  | Brøndby (SL)              |
| Dieciseisavos de final | Juventus (CL)              | Fiorentina (3.º)            | Zvezda 2005 Perm (CL)  | Ryazan-VDV (SL)           |
| Dieciseisavos de final | Zürich (CL)                | Sparta Praga (CL)           | St. Pölten (CL)        | LSK Kvinner (CL)          |
| Fase de clasificación  | Basel (RU)                 | Slavia Praga (SL)           | Landhaus Wien (RU)     | Avaldsnes (SL)            |
| Fase de clasificación  | Glasgow City (CL)          | Ajax (CL)                   | BIIK Kazygurt (CL)     | Górnik Łęczna (CL)        |
| Fase de clasificación  | Barcelona FA (CL)          | Þór/KA (CL)                 | Spartak Subotica (CL)  | Olimpia Cluj (CL)         |
| Fase de clasificación  | MTK Hungária (CL)          | Anderlecht (CL)             | SFK 2000 (CL)          | Gintra Universitetas (CL) |
| Fase de clasificación  | Ataşehir Belediyespor (CL) | Olimpija Ljubljana (CL)     | Honka (CL)             | Sporting CP (CL)          |
| Fase de clasificación  | FC Minsk (CL)              | Zhytlobud-1 Járkov (CL)     | Elpides Karditsas (RU) | Wexford Youths (CL)       |
| Fase de clasificación  | Osijek (CL)                | Kiryat Gat (CL)             | Pärnu (CL)             | NSA Sofia (CL)            |
| Fase de clasificación  | Slovan Bratislava (CL)     | EB/Streymur/Skála (CL)      | Linfield (CL)          | Cardiff Met. (CL)         |
| Fase de clasificación  | Breznica Pljevlja (CL)     | Vllaznia Shkodër (CL)       | Mitrovica (CL)         | Rīgas FS (CL)             |
| Fase de clasificación  | Dragon 2014 (CL)           | Agarista-ȘS Anenii Noi (CL) | Birkirkara (CL)        | Martve (CL)               |

## Fase de clasificación
El sorteo de la fase de clasificación se celebró en la sede de la UEFA en Nyon, Suiza, el 22 de junio de 2018, a las 13:30 CEST. Los equipos se asignaron a cuatro bombos iniciales según los coeficientes de los clubes de la UEFA al comienzo de la temporada. Fueron agrupados en cuatro grupos que contenían un equipo de cada una de los cuatro bombes. Primero, los equipos que fueron preseleccionados como anfitriones se extrajeron de su propio bote designado y se asignaron a su grupo respectivo según su coeficiente. A continuación, los equipos restantes se extrajeron de su bombo respectivo que se asignaron de acuerdo con su coeficiente.
En cada grupo, los equipos jugaron entre sí una liga a una sola vuelta en el campo del anfitrión. Los ganadores del grupo y los dos finalistas con el mejor resultados contra los equipos que terminaron primero y tercero en su grupo avanzaron a los dieciseisavos de final para unirse a los 20 equipos que no tenían que jugar dicha fase de clasificación.
Los partidos se jugaron los días 7, 10 y 13 de agosto de 2018.

### Grupo 1
| Pos. | Equipo         | Pts. | PJ | G | E | P | GF | GC | Dif. | Clasificación          |   | AJA | ÞKA | WEX | LIN |
| ---- | -------------- | ---- | -- | - | - | - | -- | -- | ---- | ---------------------- | - | --- | --- | --- | --- |
| 1    | Ajax           | 7    | 3  | 2 | 1 | 0 | 6  | 1  | +5   | Dieciseisavos de final |   | —   | —   | 4–1 | 2–0 |
| 2    | Þór/KA         | 7    | 3  | 2 | 1 | 0 | 5  | 0  | +5   | Dieciseisavos de final |   | 0–0 | —   | —   | 2–0 |
| 3    | Wexford Youths | 3    | 3  | 1 | 0 | 2 | 4  | 9  | −5   |                        |   | —   | 0–3 | —   | —   |
| 4    | Linfield (H)   | 0    | 3  | 0 | 0 | 3 | 2  | 7  | −5   |                        | — | —   | 2–3 | —   |     |

 Fuente: UEFA

### Grupo 2
| Pos. | Equipo                 | Pts. | PJ | G | E | P | GF | GC | Dif. | Clasificación          |     | BAR | MIN | SLO | LJU |
| ---- | ---------------------- | ---- | -- | - | - | - | -- | -- | ---- | ---------------------- | --- | --- | --- | --- | --- |
| 1    | Barcelona FA           | 9    | 3  | 3 | 0 | 0 | 10 | 0  | +10  | Dieciseisavos de final |     | —   | 2–0 | 2–0 | —   |
| 2    | FC Minsk               | 6    | 3  | 2 | 0 | 1 | 7  | 2  | +5   |                        |     | —   | —   | 1–0 | 6–0 |
| 3    | Slovan Bratislava      | 3    | 3  | 1 | 0 | 2 | 1  | 3  | −2   |                        | —   | —   | —   | 1–0 |     |
| 4    | Olimpija Ljubljana (H) | 0    | 3  | 0 | 0 | 3 | 0  | 13 | −13  |                        | 0–6 | —   | —   | —   |     |

 Fuente: UEFA

### Grupo 3
| Pos. | Equipo           | Pts. | PJ | G | E | P | GF | GC | Dif. | Clasificación          |     | GLA  | AND | GÓR  | MAR |
| ---- | ---------------- | ---- | -- | - | - | - | -- | -- | ---- | ---------------------- | --- | ---- | --- | ---- | --- |
| 1    | Glasgow City (H) | 6    | 3  | 2 | 0 | 1 | 10 | 2  | +8   | Dieciseisavos de final |     | —    | 1–2 | —    | 7–0 |
| 2    | Anderlecht       | 6    | 3  | 2 | 0 | 1 | 12 | 2  | +10  |                        |     | —    | —   | 0–1  | —   |
| 3    | Górnik Łęczna    | 6    | 3  | 2 | 0 | 1 | 13 | 2  | +11  |                        | 0–2 | —    | —   | 12–0 |     |
| 4    | Martve           | 0    | 3  | 0 | 0 | 3 | 0  | 29 | −29  |                        | —   | 0–10 | —   | —    |     |

 Fuente: UEFA

### Grupo 4
| Pos. | Equipo                | Pts. | PJ | G | E | P | GF | GC | Dif. | Clasificación          |   | SLA | MTK | ATA | MIT |
| ---- | --------------------- | ---- | -- | - | - | - | -- | -- | ---- | ---------------------- | - | --- | --- | --- | --- |
| 1    | Slavia Praha          | 9    | 3  | 3 | 0 | 0 | 15 | 3  | +12  | Dieciseisavos de final |   | —   | —   | 7–2 | 4–0 |
| 2    | MTK Hungária (H)      | 4    | 3  | 1 | 1 | 1 | 9  | 7  | +2   |                        |   | 1–4 | —   | —   | 6–1 |
| 3    | Ataşehir Belediyespor | 4    | 3  | 1 | 1 | 1 | 10 | 10 | 0    |                        | — | 2–2 | —   | —   |     |
| 4    | Mitrovica             | 0    | 3  | 0 | 0 | 3 | 2  | 16 | −14  |                        | — | —   | 1–6 | —   |     |

 Fuente: UEFA

### Grupo 5
| Pos. | Equipo                | Pts. | PJ | G | E | P | GF | GC | Dif. | Clasificación          |   | SUB | BAS | KIR | BRE |
| ---- | --------------------- | ---- | -- | - | - | - | -- | -- | ---- | ---------------------- | - | --- | --- | --- | --- |
| 1    | Spartak Subotica      | 9    | 3  | 3 | 0 | 0 | 10 | 0  | +10  | Dieciseisavos de final |   | —   | —   | 1–0 | 4–0 |
| 2    | Basel                 | 6    | 3  | 2 | 0 | 1 | 7  | 5  | +2   |                        |   | 0–5 | —   | —   | 4–0 |
| 3    | Kiryat Gat            | 1    | 3  | 0 | 1 | 2 | 4  | 8  | −4   |                        | — | 0–3 | —   | —   |     |
| 4    | Breznica Pljevlja (H) | 1    | 3  | 0 | 1 | 2 | 4  | 12 | −8   |                        | — | —   | 4–4 | —   |     |

 Fuente: UEFA

### Grupo 6
| Pos. | Equipo                 | Pts. | PJ | G | E | P | GF | GC | Dif. | Clasificación          |     | KHA | CLU | CAR | BIR |
| ---- | ---------------------- | ---- | -- | - | - | - | -- | -- | ---- | ---------------------- | --- | --- | --- | --- | --- |
| 1    | Zhitlobud-1 Járkov (H) | 9    | 3  | 3 | 0 | 0 | 16 | 3  | +13  | Dieciseisavos de final |     | —   | 3–1 | —   | 8–0 |
| 2    | Olimpia Cluj           | 6    | 3  | 2 | 0 | 1 | 10 | 6  | +4   |                        |     | —   | —   | 3–2 | 6–1 |
| 3    | Cardiff Met.           | 1    | 3  | 0 | 1 | 2 | 6  | 10 | −4   |                        | 2–5 | —   | —   | —   |     |
| 4    | Birkirkara             | 1    | 3  | 0 | 1 | 2 | 3  | 16 | −13  |                        | —   | —   | 2–2 | —   |     |

 Fuente: UEFA

### Grupo 7
| Pos. | Equipo            | Pts. | PJ | G | E | P | GF | GC | Dif. | Clasificación          |     | BII | KAR | WIE | RIG |
| ---- | ----------------- | ---- | -- | - | - | - | -- | -- | ---- | ---------------------- | --- | --- | --- | --- | --- |
| 1    | BIIK Kazygurt     | 9    | 3  | 3 | 0 | 0 | 9  | 1  | +8   | Dieciseisavos de final |     | —   | 2–1 | —   | 5–0 |
| 2    | Elpides Karditsas | 6    | 3  | 2 | 0 | 1 | 6  | 4  | +2   |                        |     | —   | —   | 3–1 | —   |
| 3    | Landhaus Wien     | 3    | 3  | 1 | 0 | 2 | 3  | 6  | −3   |                        | 0–2 | —   | —   | 2–1 |     |
| 4    | Rīgas FS (H)      | 0    | 3  | 0 | 0 | 3 | 2  | 9  | −7   |                        | —   | 1–2 | —   | —   |     |

 Fuente: UEFA

### Grupo 8
| Pos. | Equipo                 | Pts. | PJ | G | E | P | GF | GC | Dif. | Clasificación          |     | SFK | VLL | PÄR | ANE |
| ---- | ---------------------- | ---- | -- | - | - | - | -- | -- | ---- | ---------------------- | --- | --- | --- | --- | --- |
| 1    | SFK 2000 (H)           | 9    | 3  | 3 | 0 | 0 | 12 | 1  | +11  | Dieciseisavos de final |     | —   | 5–0 | —   | 5–0 |
| 2    | Vllaznia Shkodër       | 6    | 3  | 2 | 0 | 1 | 7  | 7  | 0    |                        |     | —   | —   | 3–1 | —   |
| 3    | Pärnu                  | 3    | 3  | 1 | 0 | 2 | 4  | 5  | −1   |                        | 1–2 | —   | —   | 2–0 |     |
| 4    | Agarista-ȘS Anenii Noi | 0    | 3  | 0 | 0 | 3 | 1  | 11 | −10  |                        | —   | 1–4 | —   | —   |     |

 Fuente: UEFA

### Grupo 9
| Pos. | Equipo                   | Pts. | PJ | G | E | P | GF | GC | Dif. | Clasificación          |   | GIN | HON | SOF | EBS |
| ---- | ------------------------ | ---- | -- | - | - | - | -- | -- | ---- | ---------------------- | - | --- | --- | --- | --- |
| 1    | Gintra Universitetas (H) | 7    | 3  | 2 | 1 | 0 | 17 | 1  | +16  | Dieciseisavos de final |   | —   | 1–1 | —   | 7–0 |
| 2    | Honka                    | 7    | 3  | 2 | 1 | 0 | 13 | 1  | +12  | Dieciseisavos de final |   | —   | —   | 5–0 | —   |
| 3    | NSA Sofia                | 3    | 3  | 1 | 0 | 2 | 3  | 14 | −11  |                        |   | 0–9 | —   | —   | 3–0 |
| 4    | EB/Streymur/Skála        | 0    | 3  | 0 | 0 | 3 | 0  | 17 | −17  |                        | — | 0–7 | —   | —   |     |

 Fuente: UEFA

### Grupo 10
| Pos. | Equipo      | Pts. | PJ | G | E | P | GF | GC | Dif. | Clasificación          |     | AVA | SPO | OSI  | DRA |
| ---- | ----------- | ---- | -- | - | - | - | -- | -- | ---- | ---------------------- | --- | --- | --- | ---- | --- |
| 1    | Avaldsnes   | 7    | 3  | 2 | 1 | 0 | 8  | 4  | +4   | Dieciseisavos de final |     | —   | 3–2 | —    | 3–0 |
| 2    | Sporting CP | 6    | 3  | 2 | 0 | 1 | 9  | 3  | +6   |                        |     | —   | —   | 3–0  | —   |
| 3    | Osijek (H)  | 4    | 3  | 1 | 1 | 1 | 15 | 5  | +10  |                        | 2–2 | —   | —   | 13–0 |     |
| 4    | Dragon 2014 | 0    | 3  | 0 | 0 | 3 | 0  | 20 | −20  |                        | —   | 0–4 | —   | —    |     |

 Fuente: UEFA

### Segundos lugares
| Pos. | Grp. | Equipo            | Pts. | PJ | G | E | P | GF | GC | Dif. | Clasificación          |
| ---- | ---- | ----------------- | ---- | -- | - | - | - | -- | -- | ---- | ---------------------- |
| 1    | 9    | Honka             | 4    | 2  | 1 | 1 | 0 | 6  | 1  | +5   | Dieciseisavos de final |
| 2    | 1    | Þór/KA            | 4    | 2  | 1 | 1 | 0 | 3  | 0  | +3   | Dieciseisavos de final |
| 3    | 10   | Sporting CP       | 3    | 2  | 1 | 0 | 1 | 5  | 3  | +2   |                        |
| 4    | 7    | Elpides Karditsas | 3    | 2  | 1 | 0 | 1 | 4  | 3  | +1   |                        |
| 5    | 3    | Anderlecht        | 3    | 2  | 1 | 0 | 1 | 2  | 2  | 0    |                        |
| 6    | 6    | Olimpia Cluj      | 3    | 2  | 1 | 0 | 1 | 4  | 5  | −1   |                        |
| 7    | 2    | FC Minsk          | 3    | 2  | 1 | 0 | 1 | 1  | 2  | −1   |                        |
| 8    | 5    | Basel             | 3    | 2  | 1 | 0 | 1 | 3  | 5  | −2   |                        |
| 9    | 8    | Vllaznia Shkodër  | 3    | 2  | 1 | 0 | 1 | 3  | 6  | −3   |                        |
| 10   | 4    | MTK Hungária      | 1    | 2  | 0 | 1 | 1 | 3  | 6  | −3   |                        |

 Fuente: UEFA

## Fase final
Cada emparejamiento en la fase eliminatoria, aparte de la final, se juega a dos partidos, con cada equipo jugando un partido en casa. El equipo que anota más goles en el conjunto avanza a la siguiente ronda. Si el empate persiste, se aplica la regla del gol de visitante, es decir, el equipo que anota más goles fuera de casa avanza. Si los goles de visitante también son iguales, entonces se juega una prórroga. La regla del gol de visitante se aplica de nuevo después de dicha prórroga, es decir, si hay goles marcados durante el tiempo adicional y sigue el empate, el equipo visitante avanza en virtud de más goles marcados. Si no se marcan goles durante el tiempo extra, el empate se decide mediante una tanda de tiros desde el punto penal. En la final, que se juega a un solo partido, si hay empate al final del tiempo normal, se juega una prórroga, seguido de una tanda de tiros desde el punto penal si la final permanece empatada.
El mecanismo de los sorteos para cada ronda es el siguiente:
- En el sorteo de los dieciseisavos de final, se divide a los equipos en dos grupos, el de cabezas de serie (consistente en el campeón vigente y los otros 15 mejores equipos según el coeficiente UEFA) y el de no cabezas de serie (consistente en los otros 16 equipos). Los cabezas de serie son emparejados con los no cabezas de serie pero los equipos de la misma asociación o los que vengan del mismo grupo de la fase de clasificación no pueden ser emparejados. Los cabezas de serie juegan el partido de vuelta en casa.
- En el sorteo de la ronda 16, se divide a los equipos en dos grupos, el de cabezas de serie (consistente en los 8 mejores equipos según el coeficiente UEFA) y el de no cabezas de serie (consistente en los otros 8 equipos). Los cabezas de serie son emparejados con los no cabezas de serie pero los equipos de la misma asociación o los que vengan del mismo grupo de la fase de clasificación no pueden ser emparejados. Cuál partido es jugado como local y cuál como visitante es elegido por sorteo.
- En los sorteos para los cuartos de final y las semifinales, no tiene restricciones. Los equipos que salen primero en sus enfrentamientos disputan el partido de ida en casa. También se realiza un sorteo para determinar qué ganador de la semifinal se designa como el equipo "local" para la final (para fines administrativos, ya que se juega en un lugar neutral).

### Dieciseisavos de final
El sorteo para los dieciseisavos de final se celebró el 17 de agosto de 2018, a las 14:00 CEST, en la sede de la UEFA en Nyon, Suiza. Los partidos de ida se jugaron los días 12 y 13 de septiembre, y las vueltas los días 26 y 27 de septiembre de 2018.
| Equipo 1             | Agr. | Equipo 2            | Ida | Vuelta |
| -------------------- | ---- | ------------------- | --- | ------ |
| Honka                | 1–6  | Zürich              | 0–1 | 1–5    |
| Fiorentina           | 4–0  | Fortuna Hjørring    | 2–0 | 2–0    |
| Ajax                 | 4–1  | Sparta Praha        | 2–0 | 2–1    |
| Avaldsnes            | 0–7  | Lyon                | 0–2 | 0–5    |
| Ryazan-VDV           | 0–3  | Rosengård           | 0–1 | 0–2    |
| Juventus             | 2–3  | Brøndby             | 2–2 | 0–1    |
| SFK 2000             | 0–11 | Chelsea             | 0–5 | 0–6    |
| Atlético Madrid      | 3–1  | Manchester City     | 1–1 | 2–0    |
| Þór/KA               | 0–3  | VfL Wolfsburg       | 0–1 | 0–2    |
| Gintra Universitetas | 0–7  | Slavia Praha        | 0–3 | 0–4    |
| BIIK Kazygurt        | 3–4  | Barcelona           | 3–1 | 0–3    |
| Barcelona FA         | 1–2  | Glasgow City        | 0–2 | 1–0    |
| Spartak Subotica     | 0–11 | Bayern Munich       | 0–7 | 0–4    |
| St. Pölten           | 1–6  | Paris Saint-Germain | 1–4 | 0–2    |
| Zhitlobud-1 Járkov   | 1–10 | Linköping           | 1–6 | 0–4    |
| LSK Kvinner          | 4–0  | Zvezda-2005 Perm    | 3–0 | 1–0    |

### Octavos de final
El sorteo de los octavos de final se celebró el 1 de octubre de 2018, a las 13:00 CEST, en la sede de la UEFA en Nyon, Suiza. Los partidos de ida se jugaron el 17 y 18 de octubre, y las vueltas el 31 de octubre y el 1 de noviembre de 2018.
| Equipo 1      | Agr. | Equipo 2            | Ida | Vuelta |
| ------------- | ---- | ------------------- | --- | ------ |
| Zürich        | 0–5  | Bayern Munich       | 0–2 | 0–3    |
| VfL Wolfsburg | 10–0 | Atlético Madrid     | 4–0 | 6–0    |
| Ajax          | 0–13 | Lyon                | 0–4 | 0–9    |
| Barcelona     | 8–0  | Glasgow City        | 5–0 | 3–0    |
| Linköping     | 2–5  | Paris Saint-Germain | 0–2 | 2–3    |
| Chelsea       | 7–0  | Fiorentina          | 1–0 | 6–0    |
| Rosengård     | 2–3  | Slavia Praha        | 2–3 | 0–0    |
| LSK Kvinner   | 3–1  | Brøndby             | 1–1 | 2–0    |

### Cuartos de final
El sorteo los cuartos de final se celebró el 9 de noviembre de 2018, a las 13:00 CEST, en la sede de la UEFA en Nyon, Suiza. Los partidos de ida se jugaron el 20 y 21 de marzo, y las vueltas el 27 de marzo de 2019.
| Equipo 1     | Agr. | Equipo 2            | Ida | Vuelta |
| ------------ | ---- | ------------------- | --- | ------ |
| Slavia Praha | 2–6  | Bayern Munich       | 1–1 | 1–5    |
| Barcelona    | 4–0  | LSK Kvinner         | 3–0 | 1–0    |
| Lyon         | 6–3  | VfL Wolfsburgo      | 2–1 | 4–2    |
| Chelsea      | 3–2  | Paris Saint-Germain | 2–0 | 1–2    |

### Semifinales
El sorteo las semifinales se celebró el 9 de noviembre de 2018, a las 13:00 CEST, después del sorteo de cuartos de final, en la sede de la UEFA en Nyon, Suiza. Los partidos de ida se jugaron el 21 de abril, y las vueltas el 28 de abril de 2019.
| Equipo 1      | Agr. | Equipo 2  | Ida | Vuelta |
| ------------- | ---- | --------- | --- | ------ |
| Lyon          | 3–2  | Chelsea   | 2–1 | 1–1    |
| Bayern Múnich | 0–2  | Barcelona | 0–1 | 0–1    |

### Final
La final se jugó el 18 de mayo de 2019 en el Groupama Arena en Budapest. El equipo "local" para la final (para fines administrativos) se determinó mediante un sorteo adicional realizado después de los sorteos de cuartos de final y semifinales.
| 18 de mayo de 2019, 18:00 CEST | Olympique de Lyon                                 | 4:1 (4:0) | F. C. Barcelona    | Groupama Arena, Budapest                                        |                                                                 |
|                                | Dzsenifer Marozsán 5' · Ada Hegerberg 14' 19' 30' | Reporte   | 89' Asisat Oshoala | Asistencia: 19.487 espectadores Árbitra: Anastasia Pustovoytova | Asistencia: 19.487 espectadores Árbitra: Anastasia Pustovoytova |

|                                      |
| Bandera de Francia                   |
| Campeón Olympique de Lyon 6.º título |